# Sanda kyrka, Jönköping
Sanda kyrka, eller Sanna kyrka, var en kyrkobyggnad och församlingskyrka i Sanda socken. Kyrkan var en medeltida kyrka, som enligt en föreställning kom att hamna under vatten på grund av Vätterns höjda yta.
Kyrkan omnämns första gången 1331. Sanda socken ägdes först av frälset, men donerades till Linköpings domkyrka. Gustav Vasa bestämde 1556 att socknen skulle delas mellan grannsocknarna Ljungarums socken och Hakarps socken, varpå byggnadsmaterialet i kyrkan förmodligen togs tillvara till andra byggnader. Föreställningen har senare uppkommit om att kyrkogården helt eller delvis skulle ha rasat ut i sjön. Bland annat har angetts att kyrkogårdsmurens norra del skulle vara belägen flera hundra alnar ut i sjön, medan den södra delen fortfarande skulle vara belägen på land.
Anders Gutehall konstaterar i sin text om kulturlandskapet under vatten i Vättern att en myt om kyrkan uppstod, "kyrkan som föll offer för Vätterns vågor". Bland annat har Carl Jonas Love Almqvist, en tid boende i Sanna, skildrat hur hans dotter fiskat upp dödskallar från sjöns botten:
| ”                                         | fiskar som oftast upp friska dödskallar med de superbaste hvita tänder och till och med hårstrån ännu qvarsittande på skallen. Man kan icke begära stort mera. Sedan det gått så illa med Sanna kyrka, har socknens helgedom blifvit flyttad till Ljungarum, der en liten träkyrka nu står. Detta är ingen fantasi, utan gedigen, historisk sanning. Du har väl hört denna berättelse? Men jag tycker, det är omniöst nog, att just jag skulle komma att bo på en plats, der rent af en kyrka fallit i sjön och dränkts med kyrkogård och alla sina lik. | „ |
| – Carl Jonas Love Almqvist, 23 april 1843 | |   |

En dopfunt daterad till första hälften av 1200-talet som tros ha tillhört kyrkan återfanns vid strandkanten 1910, och finns idag på Jönköpings läns museum. På museet finns även ett lås som tros ha tillhört kyrkan, tillverkat i gotisk stil under 1500-talet. Kyrkans exakta läge har inte kunnat fastställas, men Gutehall menar att den troligen stod i nordvästra hörnet av nuvarande kvarteret Ungkarlen vid Huskvarnaviken i nordöstra Vättersnäs.